# Hugh Fortescue (4e comte Fortescue)
Hugh Fortescue, 4e comte Fortescue  (16 avril 1854-29 octobre 1932), titré vicomte Ebrington de 1861 à 1905, est un homme politique libéral anglais qui siège à la Chambre des communes de 1881 à 1892 et plus tard à la Chambre des lords après avoir hérité les pairies de son père. C'est un sportif célèbre dans le domaine de la chasse. 

## Origines
Il est le fils de Hugh Fortescue (3e comte Fortescue) (1818–1905), dont le siège principal est Castle Hill, Filleigh, Devon, et de sa femme Georgiana Augusta Charlotte Caroline Dawson-Damer, fille de George Dawson-Damer. Il est connu par son titre de courtoisie de vicomte Ebrington jusqu'à la mort de son père en 1905, quand il hérite du comté. 

## Carrière
Il fait ses études à la Harrow School et au Trinity College de Cambridge. À Cambridge, il est trésorier du University Pitt Club . 
Il est capitaine dans la Cavalerie Hussar Yeoman du North Devon et devient colonel de la North Devon Yeomanry. Il est juge de paix pour le Devon et pour South Molton, la ville proche du siège de la famille de Castle Hill, Filleigh. Il est lieutenant adjoint pour le Devon et est Lord Lieutenant du Devon de 1903 à 1928. Il est également président du conseil du comté de Devon. Il est Grand Maître provincial des francs-maçons du Devon. Il est également maître des Staghounds du Devon et du Somerset. 
Il est à une époque secrétaire privé du Lord président du Conseil John Spencer (5e comte Spencer) . Il est aide de camp du roi Édouard VII de 1903 à 1910 et reçoit un KCB en 1911. Il est aide de camp du roi George V de 1910 à 1921. Il est président du conseil consultatif de la force territoriale. 
En 1881, Fortescue est élu député libéral de Tiverton et occupe le siège jusqu'en 1885, date à laquelle la circonscription est réduite à un représentant en vertu de la Redistribution of Seats Act 1885 . En 1885, il est élu député de Tavistock . Lorsque les libéraux se sont séparés en 1886 au sujet du Home Rule pour l'Irlande, il rejoint les unionistes libéraux séparatistes. Il occupe son siège jusqu'en 1892.   
Il est décédé à l'âge de 78 ans. 

## Mariage et enfants
Fortescue épouse sa cousine, l'hon. Emily Ormsby-Gore, fille de William Ormsby-Gore (2e baron Harlech), le 15 juillet 1886. Ils ont trois enfants: 
- Hugh Fortescue (5e comte Fortescue) (1888–1958)
- Geoffrey Faithful Fortescue (1891–1900), est mort jeune.
- Denzil George Fortescue, 6e comte Fortescue (1893–1977)